# 引水人

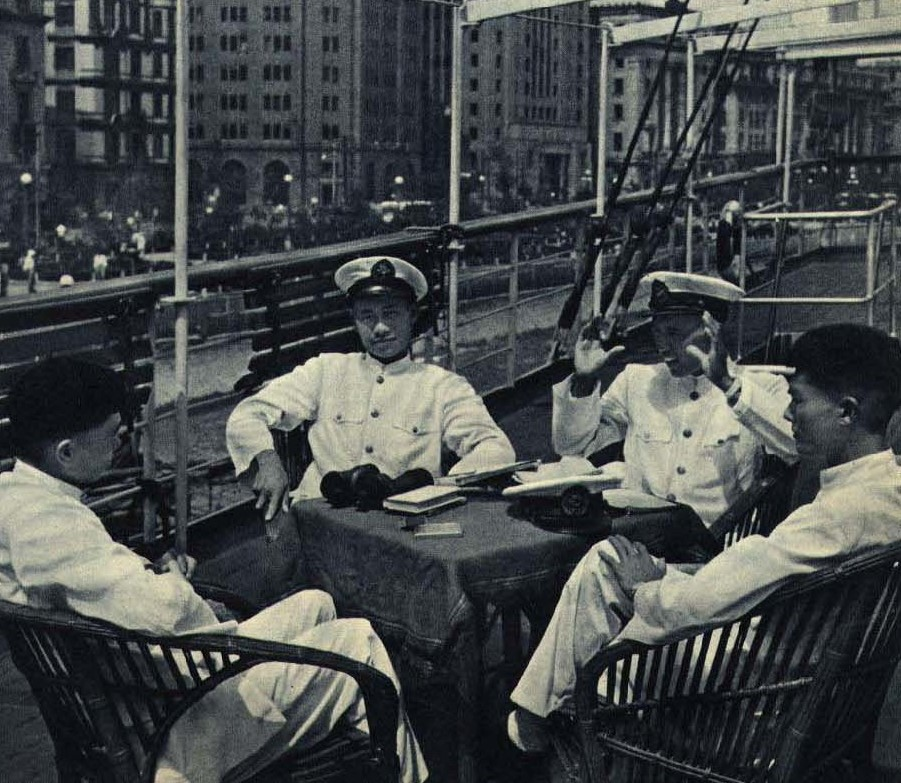
1962年，上海港引水员

引水人（英語：Pilot）又稱領港員、帶水、領航員或領水員，指的是在港口、峽灣等水域內，引導船舶進出的專業人員。

## 類型
領港依其引航水域、地區及國家的不同，除一般港口常見之港口領港（Harbour Pilot）外，其他有如：港灣領港（Bay Pilot）、河道領港（River Pilot）及運河領港（Canal Pilot）等。此外，在歐洲北海航道又設有北海領港（North Sea Pilot）。

## 資格
領港員的資格，在各國的規定不盡相同，如澳洲、新加坡領港需畢業自領港學校，並經過國家考試及訓練；而其他地方，如台湾，通常需要有擔任一定噸位以上船舶的船長數年經歷，且經過國家考試及訓練取得證書及執照後才可擔任。
在台灣，要成為領港，得經歷一連串的考驗，航海相關科系畢業後，從商船的船副（二、三副）經考試升到大副，再考試升到船長，船長再參加領港員考試的學科和術科，通過後，再實習領港作業一段時間，才能成為正式領港。但雖是正式領港員，還得以其工作經驗年資的多寡作為引領船舶噸位多寡的依據，例如在高雄港，領航經驗滿2年，才能領航1萬5千噸以上的船舶，滿4年才能領航海岬型散裝船。

## 工作
當船舶進/出港前，會向其船務代理公司通知船舶預計到/離港時間（ETA/ETD），船務代理公司會向該港口的領港員工會和港務機關之船舶交通中心(VTC)申請領港及進出港順序之安排，船舶抵達領港站（Pilot Station）後，當班的引水人會搭乘領港艇等交通工具（依各國家及水域，有小船、快艇或是直升機等）至待領港員的船邊，攀爬由該船水手所放之領港梯（Pilot Ladder）上船，再由該船三副接往駕駛台，引導船舶順利進港；領港員出港順序則與進港相反，先自碼頭上船，最後再由海上離開。
領港員主要工作內容是以其豐富的水文地理知識和專業航海技術，指揮船舶（由三副操俥、舵工操舵，船長和領港一起監控，船長需隨時注意領港的指令是否有誤，因為在法律上，領港只是顧問，船長仍需負起責任），安全且經濟的從甲地到乙地。
因領港員登/離船時，由領港艇攀爬領港梯及攀爬過程之工作具有極度危險性，也因得其專業航海知識和經驗，故其薪水通常較優渥。

## 中国近现代引水历史
1843年签订的《中英五口通商章程·海关税则》规定：“进出口雇用引水一款　凡议准通商之广州、福州、厦门、宁波、上海等五处，每遇英商货船到口准令引水即行带进；迨英商贸易输税全完，欲行回国，亦准引水随时带出，俾免滞延。至雇募引水工价若干，应按各口水程远近、平险，分别多寡，即由英国派出管事官秉公议定酌给。”1844年中美望厦条约规定：“八、凡合眾國民人貿易船隻進口，准其自雇引水，赴關隘處所，報明帶進；俟稅鈔全完，仍令引水隨時帶出。其雇覓跟隨、買辦及延請通事、書手、雇用內地艇隻，搬運貨物，附載客商，或添雇工匠、廝役、水手人等，均屬事所必需，例所不禁，應各聽其便，所有工價若干，由該商民等自行定議，或請各領事官酌辦，中國地方官勿庸經理。 ”1844年中法黄埔条约规定：“第十一款　凡佛蘭西船駛進五口地方之處，就可自雇引水，即帶進口，所有鈔餉完納後，欲行揚帆，應由引水速帶出口，不得阻止留難。凡人欲當佛蘭西船引水者，若有三張船主執照，領事官便可著伊為引水，與別國一律辦事。所給引水工銀，領事等官在五口地方，秉公酌量遠近、險易情形，定其工價。 ”
1868年海关总税务司赫德颁布《中国引水总章》试行。规定各海关税务司下设理船厅，其长官为港务长，负责引水事务。凡是与中国签订了通商条约的各国的公民均可以担任中国通商港口的引水人。各港口引水人考选时一共四票，分别是
1. 外国领事代表
2. 外国商会代表
3. 引水人代表（外籍公民）
4. 海关税务司港务长（一般为外籍）

上海港从1871年起就未增补过中国籍引水人。1903年，该港最后一名中国籍引水人被迫退休，此后至1928年该港口没有中国籍引水人执业。

## 外部連結
- 中華民國引水法 （页面存档备份，存于）
- 中國引航網 （页面存档备份，存于）
- 水先人會（日本） （页面存档备份，存于）
- American Pilots Association （页面存档备份，存于）
- Atlantic Pilotage Authority （页面存档备份，存于）
- Australian Marine Pilots Association （页面存档备份，存于）
- Biscayne Bay Pilots （页面存档备份，存于）
- Boston Pilot Association （页面存档备份，存于）
- Columbia River Pilots （页面存档备份，存于）
- European Maritime Pilots Association （页面存档备份，存于）
- Honolulu Pilots （页面存档备份，存于）
- Houston Pilots （页面存档备份，存于）
- International Maritime Pilots Association （页面存档备份，存于）
- Association of Maryland Pilots
- Northeast Marine Pilots （页面存档备份，存于）
- Puget Sound Pilots （页面存档备份，存于）
- Sandy Hook Pilots
- San Francisco Bar Pilots （页面存档备份，存于）
- Savannah Pilots Association （页面存档备份，存于）
- Western Great Lakes Pilots （页面存档备份，存于）